# 日本放送労働組合
日本放送労働組合（にっぽんほうそうろうどうくみあい、にほんほうそうろうどうくみあい、略称：日放労（にっぽうろう）、英語: Japan broadcasting labour Union）とは、日本放送協会の正職員で構成する労働組合である。連合（旧総評加盟）の構成組織であるNHK関連労働組合連合会（NHK労連）、UNIに加盟している。
NHKと事実上のユニオン・ショップ協定を結んでいるため、NHK全職員約1万1,000名中、管理職とごく一部の経営管理部署職員以外の一般職員の大部分にあたる約8,500名が組合員となっている。

## 概要
戦後の自由化の波の中でNHKの職員は、1946年2月9日に結成された日本新聞通信労働組合（後に日本新聞通信放送労働組合と改称。通称「新聞単一」）という日本共産党系の組合に組織されていた。一部の管理職も巻き込み、読売争議に同調し、ストライキでラジオの電波を止めるところまで行い、ついに1946年10月8日、放送の国家管理という事態まで至った。しかし、二・一ゼネストへの参加などをめぐり、組織は分裂し、紆余曲折を経て1948年3月2日、日本共産党の排除を公然と謳う、いわば、第二組合として、「日本放送労働組合」（日放労）は発足した。
1948年11月25日に、NHKと日放労の間に労働協約が締結された。組合の分裂状態が払拭されていなかったため、完全なユニオン・ショップ協定を結ぶことはかなわず、「協会の職員は原則として日放労の組合員である」という、いわゆる「尻抜けユニオン」協定であった。1950年7月11日、日本労働組合総評議会（総評）が結成され、日放労も加入した。
かつて上田哲委員長（現職のまま日本社会党参議院議員・衆議院議員）の時代には非常に強力な力を持っていた。NHK会長の小野吉郎が、1976年当時にロッキード事件で問題になっていた田中角栄元総理の目白邸を訪問した事件では、「百万人署名活動」を行い、会長を辞任に追い込んだ。しかし、のちのNHK会長・島桂次が報道局長当時の1982年（昭和57年）頃から、NHKの正職員の高給・高福祉などを「税金で賄われている労働貴族だ」と批判する声が出てきたため、かつてほどの勢いはなくなった。